# Хајполаксо (Флорида)
Хајполаксо (енгл. Hypoluxo) град је у америчкој савезној држави Флорида. По попису становништва из 2010. у њему је живело 2.588 становника.

## Демографија
Према попису становништва из 2010. у граду је живело 2.588 становника, што је 573 (28,4%) становника више него 2000. године.
| Група             | 2000.         | 2010.         |
| Белци             | 1.770 (87,8%) | 2.150 (83,1%) |
| Афроамериканци    | 85 (4,2%)     | 180 (7,0%)    |
| Азијати           | 35 (1,7%)     | 44 (1,7%)     |
| Хиспаноамериканци | 92 (4,6%)     | 176 (6,8%)    |
| Укупно            | 2.015         | 2.588         |